# Chuck Stevenson
Chuck Stevenson,  ameriški dirkač Formule 1, * 15. oktober 1919, Sidney, Montana, ZDA, † 21. avgust, 1995, Benson, Arizona, ZDA.
Chuck Stevenson je pokojni ameriški dirkač, ki je med leti 1951 in 1965 sodeloval na ameriški dirki Indianapolis 500, ki je med letoma 1950 in 1960 štela tudi za prvenstvo Formule 1. Najboljši rezultat je dosegel na dirki leta 1954, ko je zasedel dvanajsto mesto. Umrl je leta 1995.